# Вогезька порода
Вогезька порода (фр. Vosgienne \vo.ʒjɛn\) — порода великої рогатої худоби молочно-м'ясного напряму. Виведена на північному сході Франції — у районі гірського хребта Вогези (звідси назва).

## Історія
Порода була утворена в 17 столітті, після завезення у район Вогезів худоби зі Скандинавії під час Тридцятирічної війни. Розквіт породи припав приблизно на початок 20 століття. Після Першої і Другої світових війн вогезька порода була приречена на щезнення. Однак після вжиття заходів з її збереження порода була відроджена і у 1980 році нараховувалося вже 2300 голів цієї породи.
У 1971 році деякі запліднення були проведені з використанням сім'я плідників норвезької телемаркської породи.

## Опис
Тварини мають чорне або червоне забарвлення по боках тулуба і біле — на череві, спині та голові. Середній зріст корів становить 135—140 см. Жива маса бугаїв становить 800 кг, корів — 600 кг. Середньорічні надої 3479 кг (4900 кг) молока жирністю 3,75 %. Характерною особливістю худоби цієї породи є добра пристосованість до суворих умов гірських районів.

## Поширення
Худоба вогезької породи поширена у Франції, на обох схилах гірського хребта Вогези. На початку 2010-х років налічувалося до 8500 голів худоби вогезької породи.

## Виноски
1. 1 2 3 4 5 6  Race bovine Vosginne. Сайт "AgroParisTech" http://www.agroparistech.fr. septembre 2007. Архів оригіналу за 7 вересня 2017. Процитовано грудень 2016. {{cite web}}: Зовнішнє посилання в |work= (довідка) (фр.)
2. 1 2   Сельскохозяйственная наука и практика: обзорная информация. Экономика, кормопроизводство, животноводство. — № 1. — М.: 1986. С. 31. (рос.)
3. 1 2  Vosges. // Valerie Porter, Lawrence Alderson, Stephen J.G. Hall, D. Phillip Sponenberg (2016). Mason's World Encyclopedia of Livestock Breeds and Breeding [Архівовано 21 грудня 2016 у Wayback Machine.] (sixth edition). Wallingford: CABI. — P. 323—324. ISBN 9781780647944. (англ.)